# Cordia thaisiana
Cordia thaisiana är en strävbladig växtart som beskrevs av Agostini. Cordia thaisiana ingår i släktet Cordia, och familjen strävbladiga växter. Inga underarter finns listade i Catalogue of Life.